# Jonathan Schreiber
Jonathan Schreiber (* 18. September 1997) ist ein deutscher Ruderer.

## Karriere
Schreiber gewann zusammen mit Joachim Agne im Leichtgewichts-Doppelzweier bei den U23-Weltmeisterschaften 2016 das B-Finale, was am Ende Platz sieben bedeutete. 2017 belegte er in der gleichen Bootsklasse zusammen mit  Julian Schneider den sechsten Platz bei den U23-Weltmeisterschaften. Bei den U23-Weltmeisterschaften 2018 konnte er mit Schneider zusammen die Bronzemedaille gewinnen. 2019 gewann er zusammen mit Eric Magnus Paul den Titel im Leichtgewichts-Doppelzweier bei den U23-Weltmeisterschaften.
Bei den Europameisterschaften 2020 gewann er die Silbermedaille im Leichtgewichts-Doppelvierer mit Julian Schneider, Eric Magnus Paul und Joachim Agne.

## Internationale Erfolge
- 2016: 7. Platz U23-Weltmeisterschaften im Leichtgewichts-Doppelzweier
- 2017: 6. Platz U23-Weltmeisterschaften im Leichtgewichts-Doppelzweier
- 2018: Bronzemedaille U23-Weltmeisterschaften im Leichtgewichts-Doppelzweier
- 2019: Goldmedaille U23-Weltmeisterschaften im Leichtgewichts-Doppelzweier
- 2020: Silbermedaille Europameisterschaften im Leichtgewichts-Doppelvierer